# Scotland Act 1998

Le Scotland Act 1998 (en français, Loi sur l'Écosse de 1998) est une loi du Parlement du Royaume-Uni instituant le principe de dévolution au Parlement écossais.
La loi est promulguée par le Parti travailliste, alors au cabinet, en 1998, après le référendum de 1997 au cours duquel les Écossais se sont prononcés pour la création d'un Parlement de la nation constitutive et pour l'attribution de certaines compétences à ce dernier. La loi créé le Parlement écossais, définit la manière avec laquelle ses membres sont élus, bien que certains détails soient laissés pour être réglés par le Parlement lui-même, et met en place le système de vote des lois par le Parlement créé. La loi conserve toutefois la souveraineté du Parlement britannique sur le nouveau Parlement.
La loi prépare la création d'un gouvernement écossais. Il est composé du Premier ministre écossais et d'autres ministres, nommés par le monarque du Royaume-Uni avec l'approbation du Parlement. La loi définit également les compétences du Parlement écossais, et les mécanismes de régulation entre Parlement et gouvernement.
La loi est adoptée le 17 novembre 1998, et reçoit la Sanction royale deux jours après, le 19 novembre.  Les premières élections se tiennent en mai 1999 et le Parlement et le gouvernement écossais prennent pleinement leurs fonctions le 1er juillet 1999.

## Amendement duScotland Act 1998
Après le succès du Parti national écossais (SNP) aux élections parlementaires de 2007, les trois principaux partis britanniques (travaillistes, conservateurs et libéraux démocrates) ont promis d’accorder une plus grande délégation de pouvoirs au Parlement écossais.
À cet effet, ils ont mis en place une commission présidée par Kenneth Calman (Commission on Scottish Devolution). À la suite de la publication d’un rapport le 15 juin 2009 par la commission, le gouvernement britannique dirigé par David Cameron présente un projet de loi à Westminster visant à modifier le Scotland Act 1998. Ce projet de loi prévoyant d'accorder des pouvoirs supplémentaires au Parlement écossais est adopté en avril 2012. Après avoir reçu la sanction royale le 1er mai 2012, il prend le nom de Scotland Act 2012.
Le Scotland Act 2012 vise essentiellement à accorder de nouveaux pouvoirs fiscaux au Parlement écossais.

## Pour en savoir plus
- Walker,  Graham. "Scotland, Northern Ireland, and Devolution, 1945–1979," Journal of British Studies Jan. 2010, Vol. 49, No. 1: 117-142.